# Pudsey
Pudsey ist eine Mittelstadt im Metropolitan Borough City of Leeds der englischen Grafschaft West Yorkshire. Sie hatte 2001 gemäß Volkszählung insgesamt 32.391 Einwohner.

## Geografie
Pudsey befindet sich an der A-Straße A647, auf halbem Weg zwischen den beiden Großstädten Leeds und Bradford in einer leichten Senke. In großen Teilen stellt Leeds heute mit Pudsey einen einheitlichen urbanen Raum dar.

## Geschichte
Im frühen 6. Jahrhundert u. Z. gehörte das Gebiet um Pudsey zum Königreich Elmet, das im Gegensatz zu seinen Nachbarn, die die Kultur der Angeln angenommen hatten, noch lange keltische Eigenheiten bewahrt hatte.
Pudsey wurde 1086 im Domesday Book als Podechesai(e) erwähnt. Der Ursprung des Namens ist unklar und wird meist zurückgeführt auf einen angenommenen Personennamen Pudoc und das Wort ēg („Insel“), das sich metaphorisch auf eine urbare Stelle im Heideland beziehen soll.
1744 siedelten sich aus Böhmen ausgewanderte Mitglieder der Herrnhuter Brüdergemeine bei Pudsey an, ihre Siedlung erhielt den Namen Fulneck nach der Stadt Fulnek im nördlichen Mähren.
Im 18. und 19. Jahrhundert war die Stadt für die Verarbeitung von Wolle bekannt. Die Industrialisierung unter Einsatz von Dampfkraft mit Steinkohlefeuerung führte dazu, dass Pudsey infolge seiner Tallage und der resultierenden Temperaturinversionen zeitweilig einer der am meisten durch Smog verschmutzten Orte im Vereinigten Königreich war.
1889 wurde Pudsey Park eröffnet.

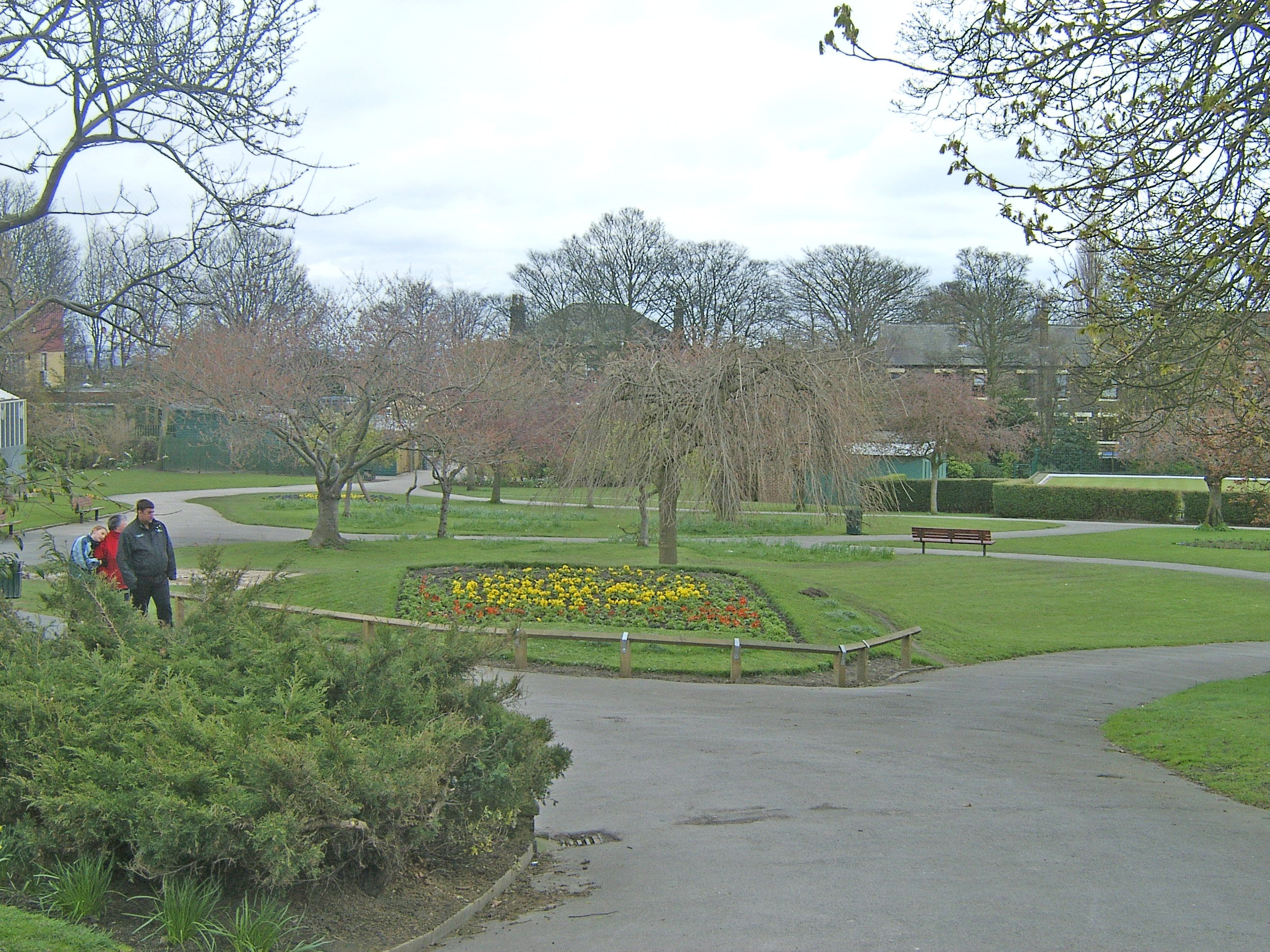
Pudsey Park (2005)

1902 wurde eine Straßenbahnlinie zwischen Leeds und Pudsey über Armley und Bramley nach Pudsey verlängert, aber schon 1938 wieder eingestellt.
Bevor Pudsey 1889 ein Municipal Borough wurde, gehörte es zum wapentake von Morley und Calverley. 1937 wurden Farsley und Calverley eingemeindet. Erst durch den Local Government Act 1972 wurde Pudsey 1974 ein Teil des Metropolitan Borough Leeds, gilt aber bis heute noch als eigene Post town.
Pudsey bildet zusammen mit Farsley, Calverley, Horsforth und Guiseley einen Parlaments-Wahlkreis (Wahlkreis Pudsey).

## Kultur
In Pudsey gibt es drei weiterführende Schulen: Crawshaw, Pudsey Grangefield und Priesthorpe. Im Moravian Settlement befindet sich die unabhängige Fulneck School, die Schüler und Schülerinnen zwischen 3 und 18 Jahren unterrichtet.
Neben den etablierten christlichen Kirchen gibt es in Pudsey auch Gemeinschaften von Sikhs, Hindus und Moslems.
Mehrere Vereinigungen setzen sich für die Steigerung der Attraktivität des Ortes ein, darunter die 2002 ins Leben gerufene Initiative Pudsey in Bloom.
Pudsey ist Namensgeber für Pudsey Bear, das Maskottchen der Wohlfahrtsorganisation Children in Need der BBC.

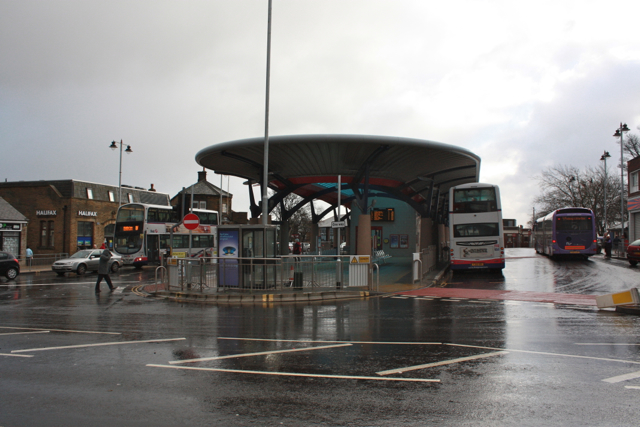
Neuer Busbahnhof (2011)

## Verkehr
Die Bahnstrecke von Stanningley, später Bramley, über Pudsey nach Laisterdyke mit Stationen in Pudsey Lowtown und Pudsey Greenside, bekannt als Pudsey Loop, wurde 1964 geschlossen. Die heute nächstgelegene Bahnstation ist der Haltepunkt New Pudsey an der Calder Valley Line, etwa 1 Meile (1,6 km) vom Stadtzentrum entfernt.
Im ÖPNV wird Pudsey durch Omnibuslinien mit Leeds, Bradford, Halifax und weiteren Orten der Umgebung verbunden. Ein neuer überdachter Busbahnhof wurde 2010 eröffnet.